# 勢イ力八
勢イ 力八（いきおい りきはち、生没年不詳）は、現在の三重県四日市市智積町（旧・伊勢国三重郡）出身で境川部屋に所属した力士。本名は橋本 利八（はしもと りはち）。身長、体重共に不明。最高位は西前頭9枚目。

## 経歴
1871年4月場所に初土俵（序ノ口）。1878年6月場所に新十両（二段目8枚目となり十両相当となった）。1884年1月場所に新入幕。幕内は3場所務めたが、いずれも負け越しに終わった。1885年9月場所を最後に十両に陥落すると、以後も幕内に返り咲くことはなく、1887年5月場所後引退した。
まだ幕下だった頃、故郷に凱旋した際に歓迎の席にて、地元の有名人だった五俵力の男（米俵を5俵担ぐことができる。当時の米俵は18貫〈約67.5kg〉あり、5俵だと340kgあったことになる）という怪力の人物がいた。彼が勢イに遠慮して中々上座に座らないので、両手をむんずと差出し、五俵力を座布団に乗せたまま持ち上げ、ずしんずしんと上座に運んで据えたというエピソードが残っている。勢イの怪力ぶりがうかがえる。

## 主な成績
- 通算成績：47勝54敗3分3預15休 勝率.465
- 幕内成績：4勝11敗15休 勝率.267
- 現役在位：19場所
- 幕内在位：3場所

## 改名歴
- 勢 善吉（いきおい ぜんきち）1873年4月場所 - 1873年12月場所
- 勢 力八（いきおい りきはち）1874年2月場所 - 1883年5月場所
- 勢イ 力八（いきおい りきはち）1884年1月場所 - 1885年1月場所
- 勢 力八（いきおい りきはち）1885年5月場所 - 1887年5月場所[1]